# Jimmy Wakely
James Clarence « Jimmy » Wakely est un acteur américain né dans le comté de Howard.

## Biographie
Sa famille déménage à Rosedale (Oklahoma) dans les années 1920.
En 1937, à Oklahoma City il forme les The Bell Boys un groupe de country. Durant une tournée, Gene Autry le repère et l'invite à Los Angeles. Il crée un groupe et joue la chanson Melody Ranch à la radio CBS en janvier 1940, ils enregistrent plus tard avec Decca Records.
Il se marie avec Dora Inez Miser le vendredi 13 décembre 1935, ils auront quatre enfants, Deanna, Carol, Linda et Johnny.
En 1939 il débute au cinéma avec Roy Rogers dans le western Saga of Death Valley.

## Discographie
| Année | Album                        | Label    |
| ----- | ---------------------------- | -------- |
| 1954  | Songs of the West            | Capitol  |
| 1954  | Christmas On the Range       | Capitol  |
| 1956  | Santa Fe Trail               | Decca    |
| 1957  | Enter and Rest and Pray      | Decca    |
| 1959  | A Cowboy Serenade            | Tops     |
| 1959  | Country Million Sellers      | Shasta   |
| 1959  | Merry Christmas              | Shasta   |
| 1960  | Jimmy Wakely Sings           | Shasta   |
| 1966  | Slippin' Around              | Dot      |
| 1966  | Christmas with Jimmy Wakely  | Dot      |
| 1967  | I'll Never Slip Around Again | Hilltop  |
| 1969  | Heartaches                   | Decca    |
| 1969  | Here's Jimmy Wakely          | Vocalion |
| 1970  | Big Country Songs            | Vocalion |
| 1970  | Now and Then                 | Decca    |

## Filmographie

### Cinéma
- 1939 : Saga of Death Valley (en) de Joseph Kane : Guitar Player (non crédité)
- 1940 : Give Us Wings : Fish Fry Musical Trio Member (non crédité)
- 1940 : Pony Post : Guitar Player (non crédité)
- 1940 : Texas Terrors : Guitarist (non crédité)
- 1940 : The Tulsa Kid : Guitar Player (non crédité)
- 1941 : Bury Me Not on the Lone Prairie (en) de Ray Taylor : Singing Cowhand (non crédité)
- 1941 : Six Lessons from Madame La Zonga : Jim
- 1941 : Stick to Your Guns : Pete - Guitar Player (en tant que Jimmy Wakely Trio)
- 1941 : Twilight on the Trail (en) : Guitar Playing Cowhand (non crédité)
- 1942 : Come on Danger : 2nd Banjo Player (non crédité)
- 1942 : Deep in the Heart of Texas (en)  : Guitar Player - Jimmy Wakely Trio (non crédité)
- 1942 : Heart of the Rio Grande : Guitar Player - Jimmy Wakely Trio (non crédité)
- 1942 : Little Joe, the Wrangler : Singer (en tant que Jimmy Wakely Trio)
- 1942 : Strictly in the Groove : Jimmy Wakely (non crédité)
- 1942 : The Old Chisholm Trail (en) : Jimmy Wakely (non crédité)
- 1943 : Cheyenne Roundup : Guitar Player (en tant que Jimmy Wakely Trio)
- 1943 : Cowboy in the Clouds (en) : Glen Avery
- 1943 : Raiders of San Joaquin (en) de Lewis D. Collins : Jimmy Wakely - Member, Jimmy Wakely Trio (non crédité)
- 1943 : Robin Hood of the Range : Jimmy, Jimmy Wakely Trio
- 1943 : Tenting Tonight on the Old Camp Ground (en) de Lewis D. Collins : Jimmy - Guitar Player (en tant que The Jimmy Wakely Trio)
- 1943 : The Lone Star Trail (en) de Ray Taylor : Jimmy - Member, Jimmy Wakely Trio (non crédité)
- 1944 : Cowboy Canteen (en) : Jimmy Wakely (non crédité)
- 1944 : Cowboy from Lonesome River (en) : Jimmy Wakely
- 1944 : Cyclone Prairie Rangers (en) : Guitar Player Wakely
- 1944 : I'm from Arkansas : Jimmy Wakely
- 1944 : Saddle Leather Law (en) : Singer - Cowhand Jimmy
- 1944 : Song of the Range : Jimmy
- 1944 : Sundown Valley (en) : Jimmy Holman, Steve's Foreman
- 1944 : Swing in the Saddle (en) de Lew Landers : Jimmy Wakely - Bandleader (non crédité)
- 1945 : Lonesome Trail : Jimmy Wakely
- 1945 : Riders of the Dawn (en) d'Oliver Drake : Jimmy Wakely
- 1945 : Rough Ridin' Justice (en) : Jimmy Wakely
- 1945 : Saddle Serenade : Jimmy Wakely
- 1945 : Sagebrush Heroes (en) : Musician Cowhand Jimmy
- 1945 : Springtime in Texas : Jimmy Wakely
- 1946 : Moon Over Montana : Jimmy Wakely
- 1946 : Song of the Sierras : Jimmy Wakely
- 1946 : Trail to Mexico : Jimmy Wakely, aka Jimmy Jones
- 1946 : West of the Alamo : Texas Ranger Jimmy Wakely
- 1947 : Rainbow Over the Rockies : Jimmy Wakely
- 1947 : Ridin' Down the Trail (en) : Jimmy Wakely
- 1947 : Six-Gun Serenade (en) : Jimmy Wakely
- 1947 : Song of the Wasteland : Jimmy Wakely
- 1948 : Courtin' Trouble (en) : Jimmy Wakely
- 1948 : Cowboy Cavalier (en) : Jimmy Wakely
- 1948 : Oklahoma Blues (en) : Jimmy Wakely, Posing as The Melody Kid
- 1948 : Outlaw Brand (en) : Jimmy Wakely
- 1948 : Partners of the Sunset (en) : Jimmy Wakely
- 1948 : Range Renegades (en) : Jimmy Wakely
- 1948 : Silver Trails (en) : Jimmy Wakely
- 1948 : Song of the Drifter : Jimmy Wakely
- 1948 : The Rangers Ride (en) : Jimmy Wakely
- 1949 : Across the Rio Grande (en) : Jimmy Wakely
- 1949 : Brand of Fear (en) : Jimmy Wakely
- 1949 : Gun Law Justice (en) : Jimmy Wakely
- 1949 : Gun Runner de Lambert Hillyer : Jimmy Wakely
- 1949 : Lawless Code (en) : Jimmy Wakely
- 1949 : Roaring Westward (en) : Jimmy Wakely
- 1953 : The Marshal's Daughter : Jimmy Wakely - Poker-Game Player
- 1954 : Le Défi des flèches (Arrow in the Dust) de Lesley Selander : Pvt. Carqueville

### Courts-métrages
- 1941 : Red Skins and Red Heads
- 1944 : Git Along Little Pony
- 1944 : Montana Plains
- 1954 : Jimmy Wakely's Jamboree

### Télévision

#### Séries télévisées
- 1950 : The Colgate Comedy Hour : Lui-même - Singer
- 1951 : Texaco Star Theatre : Lui-même - Singer
- 1951 : The Ed Sullivan Show : Lui-même
- 1953 : The Arthur Murray Party : Lui-même - Singing Cowboy
- 1957-1958 : Ranch Party : Lui-même - Singer
- 1959 : Shotgun Slade : The Marshal
- 1961 : Five Star Jubilee : Lui-même
- 1961 : Here's Hollywood : Lui-même
- 1964 : The Lawrence Welk Show : Lui-même